# Rocinela wetzeri
Rocinela wetzeri là một loài chân đều trong họ Aegidae. Loài này được Brusca & France miêu tả khoa học năm 1992.